# 講談社兒童漫畫賞
講談社兒童漫畫賞（日语：講談社児童まんが賞）是講談社創立的獎項，「講談社三賞」之一，旨在表彰優秀的漫畫作品，提升日本漫畫水準，從1959年到1969年共舉辦九屆。
1959年，講談社為紀念成立50周年，創立「講談社三賞」，分別為講談社兒童漫畫賞、講談社插畫賞、講談社寫真賞。
1969年，講談社三賞併入「講談社出版文化賞」，講談社兒童漫畫賞改制為講談社出版文化賞—兒童漫畫部門。

## 歷屆得獎者及作品
- 第一屆
  - 寺田博雄《スポーツマン金太郎》
  - 永田竹丸《ビックルくん》

- 第二屆
  - 角田次朗《ばら色の海》[3]

- 第三屆
  - 千葉徹彌《1.2.3與4.5.六》、《魚やチャンピオン》

- 第四屆
  - 白土三平《シートン動物記》、《サスケ》

- 第五屆
  - 森田拳次《丸出だめ夫》

- 第六屆
  - 水木茂《テレビくん》
  - 今村洋子《ハッスルゆうちゃん》

- 第七屆
  - 石之森章太郎《ミュータント・サブ》、《人造人009》

- 第八屆
  - 梶原一騎・川崎伸《巨人之星》

- 第九屆
  - 喬治秋山《パットマンX》